# 佐藤友則 (競馬)
佐藤 友則（さとう とものり、1982年3月23日 - ）は、岐阜県地方競馬組合・井上孝彦厩舎に所属していた元騎手。勝負服の柄は胴黄・緑一本輪、袖緑・黄一本輪を使用。岐阜県出身。身長163cm、体重51kg、血液型AB型。好きな戦法は好位差し。地方競馬教養センター騎手課程第71期生。

## 来歴
2000年3月31日付けで地方競馬騎手免許を取得。同年4月3日に笠松競馬場で行われた第7競走が騎手デビュー戦となり、初騎乗馬は7番人気のルイボスオークで結果は8着だった。7月4日笠松競馬第7競走で、ジーナに騎乗し25戦目で初勝利をあげた。同年12月9日に阪神競馬場で行われたシリウスステークスでラッシュスルーに騎乗したのが中央競馬初騎乗及び中央競馬の重賞初騎乗となったが、結果は16番人気で10着だった。 
2006年、3月8日に行われたマーチカップをケンゴウザンに騎乗して制し、重賞初勝利を挙げた。
2008年、4月19日に阪神競馬場で行われた第6競走を16番人気のクイックリープに騎乗して制し、中央競馬27戦目で初勝利を挙げた。なおこの競走の配当は、単勝がJRA歴代5位となる4万7360円、同馬の複勝はJRA歴代4位となる9990円を記録して話題となった。
2015年10月30日、笠松競馬第9競走をグランデュローサで制し、地方競馬通算1000勝を達成した。
2020年8月1日、騎手免許を更新せず、引退となった。引退に先立つ6月23日、岐阜県警が、笠松競馬の関係者4人が馬券を買ったとして、競馬法違反の疑いで事情聴取、並びに厩舎や関係者の自宅などを家宅捜索しており、共同通信や産経新聞などは「免許を交付されず引退した人物」が「馬券購入に関わった容疑で捜査中の調教師と騎手の4人」であるという趣旨の報道をしている。
2021年4月21日、騎手時代に賄賂の供与、勝馬投票券の購入を行ったとして、岐阜県地方競馬組合から岐阜県地方競馬組合地方競馬実施条例施行規則第67条に基づく競馬関与禁止処分を受けた。これは無期限で競馬場への出入りなどを禁止する処分である。

## 主な騎乗馬
- ケンゴウザン（2006年 マーチカップ）
- クィーンロマンス（2006年 スプリント）
- チェイリュイ（2007年 ジュニアクラウン）
- ケイゾク（2008年 オッズパーク・ファンセレクションin笠松）
- オグリオトメ（2008年 東海クイーンカップ）
- オグリシルク（2008年 東海ゴールドカップ）
- トウホクビジン（2012年 絆カップ、2013年シアンモア記念）
- ゴールドブラザー（2013年ゴールドジュニア、駿蹄賞）
- リプレイスインディ（2013年サマーカップ）
- タッチデュール（2014年くろゆり賞）
- アップアンカー（2015年くろゆり賞）